# ورک (الموت)
ورک روستایی از توابع بخش رودبارالموت شهرستان قزوین در استان قزوین ایران است.

## جمعیت
این روستا در دهستان الموت پایین قرار دارد و بر اساس سرشماری مرکز آمار ایران در سال ۱۳۹۰، جمعیت آن ۱۳۲ نفر (۴۶خانوار) بوده‌است.

## زبان
اهالی ورک به زبان تاتی صحبت می‌کنند. گویش تاتی روستای ورک از دیگر روستاهای همجوار اصیل‌تر مانده‌است.